# مومچیلو پریشیچ
مومچیلو پریشیچ (صربی: Momčilo Perišić؛ زادهٔ ۲۲ مهٔ ۱۹۴۴) یک ژنرال اهل صربستان است.وی از سال ۱۹۹۳ تا سال ۱۹۹۸ رئیس ستاد کل ارتش صربستان و مونته‌نگرو بود.
وی در ۶ سپتامبر ۲۰۱۱ توسط دادگاه بین‌المللی کیفری یوگسلاوی سابق به جرم جنایت علیه بشریت و جنایت جنگی در جریان جنگ‌های یوگسلاو به ۲۷ سال زندان محکوم شد.با این‌حال در ۲۸ فوریه ۲۰۱۳ از تمامی اتهامات تبرئه شد.